# معهد ورسستر للفنون التطبيقية
معهد وسستر للفنون التطبيقيّة (WPI) هو جامعة بحثية خاصة في وسستر، ماساتشوستس، تركز على التدريس والبحث في الفنون التقنية والعلوم التطبيقية. تأسَّسَ في عام 1865 في ووستر، كان معهد ورسستر للفنون التطبيقيّة واحدة من أولى جامعات الهندسة والتكنولوجيا في الولايات المتحدة ولديها الآن 14 قسمًا أكاديميًا مع أكثر من 50 برنامجًا جامعيًا ودراسات عليا في العلوم والهندسة والتكنولوجيا والإدارة والعلوم الاجتماعية والعلوم الإنسانية والفنون، مما يؤدي إلى درجات البكالوريوس والماجستير والدكتوراه. تعمل هيئة التدريس في معهد ورسستر للفنون التطبيقيّة مع الطلاب في عدد من مجالات البحث، بما في ذلك التكنولوجيا الحيوية وخلايا الوقود وأمن المعلومات والمقاييس السطحية ومعالجة المواد وتكنولوجيا النانو. وهي مصنفة ضمن «R2: الدكتوراه جامعات - نشاط بحثي عالي».

## التاريخ
تأسَّس معهد وسستر للفنون التطبيقيّة على يد جون بوينتون، صانع الأواني المصنوعة من القصدير، وإيشابود واشبورن، صاحب أكبر مصنع للأسلاك في العالم. تصور بوينتون تعليمًا علميًا من شأنه رفع المكانة الاجتماعية للميكانيكي والشركة المصنعة، ولكن ليس بالضرورة تعليم المهارات اللازمة ليصبح أي منهما. من ناحية أخرى، أراد واشبورن تعليم المهارات التقنية من خلال نهج تدريب مهني متطور. استشار بوينتون سيث سويستر، وهو قس، عن طرق لتحقيق رؤيته. بالصدفة حدث أن إيكابود واشبورن قد استشار سويستر مسبقًا حول الطريقة الصحيحة لتحقيق رؤيته الخاصة.
أصيب واشبورن بخيبة أمل عندما علم بعرض بوينتون لإنشاء كلية، على الرغم من ادعاء واشبورن، «أفضل أن أكون مفروضًا من قبل الآخرين بدلاً من نفسي في حجب المكان الذي يجب أن أعطي فيه»، بمساعدة دبلوماسية سويتر وحكمته، فقد وافق لبناء وتأثيث ومنح «قسم الميكانيكا العملية» في مدرسة بوينتون. ومع ذلك، فقد حدد أنه يجب على كل طالب مزج النظرية المكتسبة في الفصل مع الممارسة في المتاجر.
صاغ سويستر رسالة تعبر عن رغبة بوينتون وواشبورن لرجال مهمين آخرين داخل مقاطعة ورسستر كاونتي. تم إرسال الوثيقة إلى 30 من رجال الأعمال من ورسستر. تحدثت عن «اقتراح ليبرالي لتأسيس مدرسة مجانية للعلوم الصناعية» في ووستر ودعت إلى اجتماع في وقت لاحق من الشهر. بعد ذلك الاجتماع، ظهر الإشعار التالي في ورسستر بالاديوم: «رجل نبيل يحجب اسمه عن الجمهور في الوقت الحالي، يقدم مبلغ 100000 دولار لإنشاء مدرسة علمية في ووستر، بشرط أن يقوم مواطنونا بتزويدها الأراضي والمباني اللازمة». تم تقديم المزيد من التمويل ومنح الأراضي للجامعة من قبل ستيفن سالزبوري الثاني، الذي كان تاجرًا مؤثرًا وعمل لاحقًا كأول رئيس لمجلس إدارة المعهد.
استجابةً لهذا الطلب المجهول، ساهم أكثر من 225 مواطنًا من ورسستر والعاملين في 20 مصنعًا ومتجرًا للمعدات في المدينة في بناء المبنى الأصلي. في 10 مايو 1865، بعد موافقة مجلس النواب ومجلس الشيوخ، سجل سكرتير الكومنولث المعهد كشركة قانونية، وظهر إلى الوجود رسميًا.

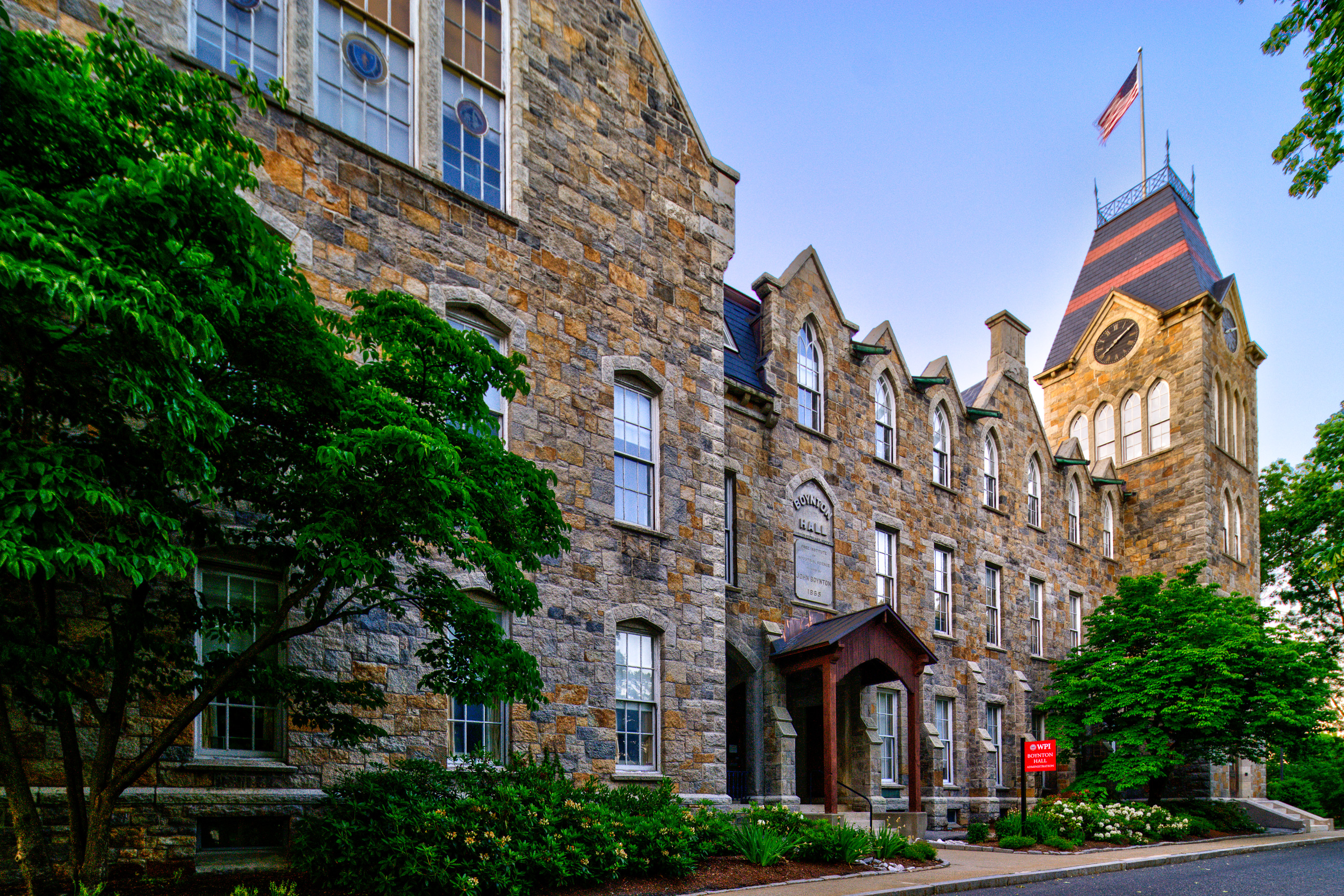
بوينتون هال، المبنى الإداري الرئيسي لمعهد معهد ورسستر للفنون التطبيقيّة

توفي كل من بوينتون وواشبورن قبل افتتاح الكلية في 11 نوفمبر 1868. في ذلك اليوم، وقف تشارلز ثومبسون، أول رئيس للمعهد، أمام أول مبنيين تابعين لـ معهد ورسستر للفنون التطبيقيّة يُدعى بوينتون هال وواشبورن ستورز تكريما للمانحين المعنيين، بأبراجهم المميزة التي كانت ترمز حتى في ذلك الوقت إلى الهدفين التربويين للمؤسسة وهما النظرية والممارسة، وافتتح معهد مقاطعة وورسيستر للعلوم الصناعية.
قاد معهد معهد ورسستر للفنون التطبيقيّة في سنواته الأولى رئيس وأستاذ الكيمياء تشارلز ثومبسون. ذهب الخريجون الأوائل من معهد ورسستر للفنون التطبيقيّة ليصبحوا مهندسين ميكانيكيين ومدنيين، بالإضافة إلى حرفيين، ومصرفيين، ودخلوا في وظائف بارزة أخرى. قامت معهد ورسستر للفنون التطبيقيّة باستمرار بتوسيع حرمها الجامعي وبرامجها طوال أوائل القرن العشرين، بما في ذلك في نهاية المطاف الدراسات العليا وبرنامج في الهندسة الكهربائية. خلال الحرب العالمية الثانية، قدمت معهد ورسستر للفنون التطبيقيّة دورات في الهندسة الدفاعية وتم اختيارها كواحدة من الكليات لتوجيه برنامج تدريب الكلية البحرية في-12.
خلال هذا الوقت، عانت معهد ورسستر للفنون التطبيقيّة من عدم وجود نظام مكتبة موحد، ومباني جيدة الصيانة، والاعتراف الوطني. تغير هذا تحت قيادة الرئيس هاري بي ستورك من عام 1962 إلى عام 1969. بناءً على النمو في ظل رئاسة آرثر برونويل، أحدث ستورك تغييرًا كبيرًا في المدرسة فيما سيعرف باسم خطة معهد ورسستر للفنون التطبيقيّة. دعت الخطة إلى إنشاء ثلاثة مشاريع وإعادة تصميم المناهج الدراسية بشكل جذري لمعالجة كيفية تعلم الطالب. أطلقت إدارة ستروك أيضًا حملة رأسمالية أسفرت عن إنشاء مكتبة جورج سي جوردون، وإضافة قاعات إقامة، وقاعة محاضرات، ومبنى كيميائي حديث. علاوة على ذلك، سُمح لأول مرة للنساء بالدخول إلى معهد ورسستر للفنون التطبيقيّة في فبراير 1968. خطة معهد ورسستر للفنون التطبيقيّة هي المبدأ التوجيهي وراء التعليم الجامعي في المعهد اليوم، ويمكن القول إنها المساهمة الأكثر بروزًا التي قدمتها معهد ورسستر للفنون التطبيقيّة نحو تعليم العلوم والهندسة. في عام 2016، منحت الأكاديمية الوطنية للهندسة جائزة برنارد إم جوردون المرموقة للابتكار في الهندسة والابتكار التكنولوجي إلى معهد ورسستر للفنون التطبيقيّة، تقديراً لنهج المعهد الرائد في التعليم الهندسي.
اليوم، تعد معهد ورسستر للفنون التطبيقيّة في الأساس مؤسسة تركز على البكالوريوس، على الرغم من أن التوسع في برامج الدراسات العليا والبحثية هدف طويل الأجل. يعد معهد معهد ورسستر للفنون التطبيقيّة مساهمًا هامًا في صناعة التكنولوجيا الحيوية المتنامية في ورسستر. تساعد الأبحاث المهمة في مجالات أخرى مثل الروبوتات، والمعادن، والرعاية الصحية غير المقيدة، وخلايا الوقود، وعلوم التعلم، والرياضيات التطبيقية والحماية من الحرائق حاليًا في الحفاظ على مكانة معهد ورسستر للفنون التطبيقيّة باعتبارها جامعة بحثية متخصصة ومهمة.

## حرم الجامعة

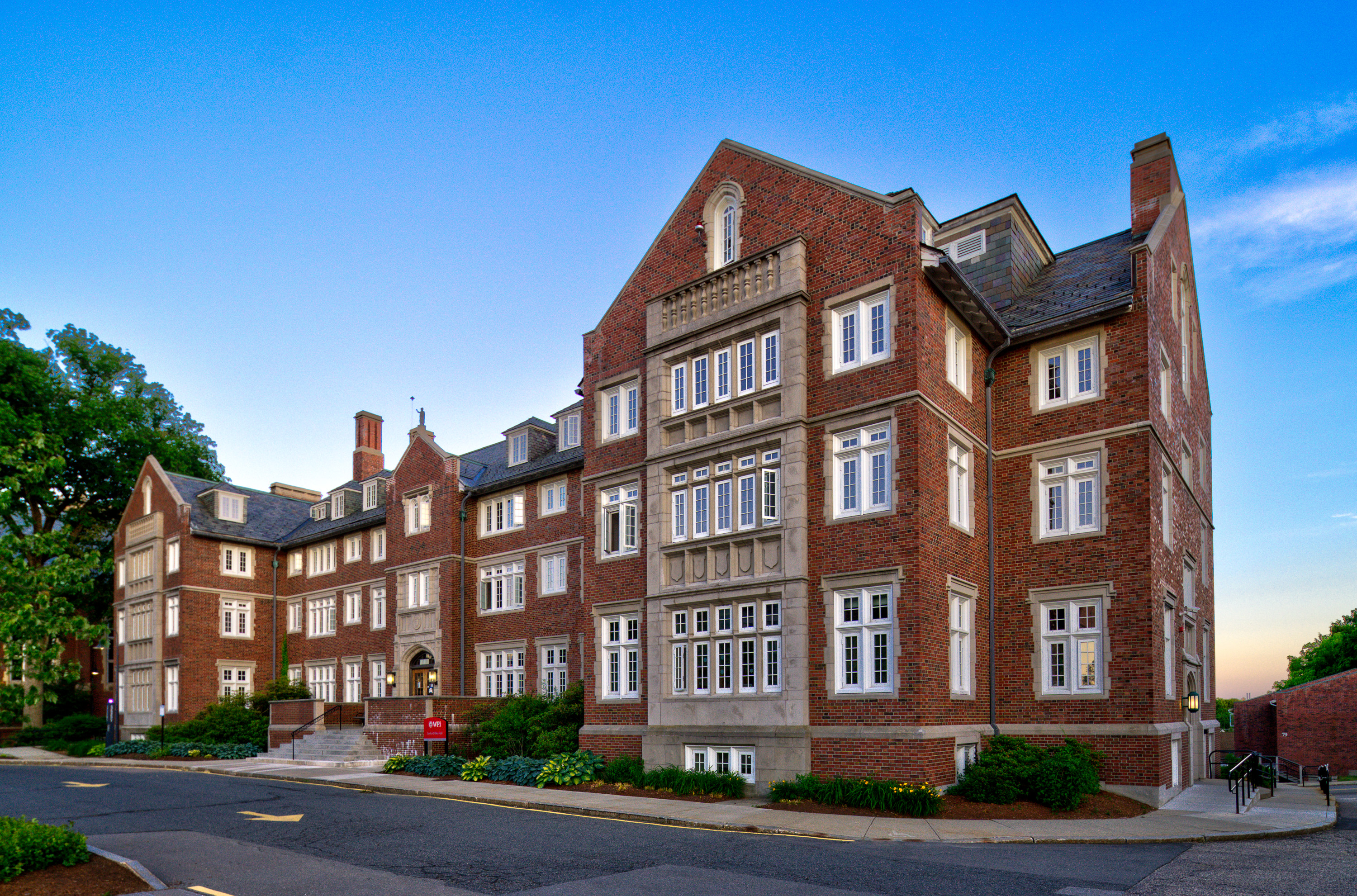
سانفورد رايلي هول، أول مبنى سكني بني في الحرم الجامعي (1927)

يقع في سياق حضري في ثاني أكبر مدينة في نيو إنجلاند، الحرم الجامعي الرئيسي لمعهد الفنون البريطانية مملوك بالكامل للقطاع الخاص، وليس له بوابات، ولا ينقطع بالطرق العامة. يقع الحرم الجامعي في بوينتون هال، بصرف النظر عن الحي المجاور، والذي يضم مطاعم ومتاجر في هايلاند ستريت.
كان فيما مضى مختبرًا للبحوث الكهرومغناطيسية، تم بناء «مقبرة الجمجمة» بالكامل بدون معادن حديدية. بعد عدة سنوات من بنائه، تم بناء مسارات للعربات المكهربة في ورسستر مما أدى إلى إهمال المبنى. خدم لبعض الوقت كموقع لأبحاث وقود الصواريخ لروبرت جودارد حيث أن المبنى معزول نسبيًا عن المباني الأخرى في الحرم الجامعي وقد أدت أبحاث الدكتور جودارد في السابق إلى انفجارات في الحرم الجامعي. بعد اكتساب المبنى لقبه الحالي، ورثت «الجمجمة»، وهي جمعية شرف سرية، المبنى. تم تجديد المبنى في عام 2004.
يُظهر «البرجان» المعروضان في شعارات معهد ورسستر للفنون التطبيقيّة القديمة برج ساعة بوينتون هال والذراع والمطرقة في متاجر واشبورن. تمت سرقة طائرة ويذر فان الأصلية في أكتوبر 1975 ولم تستردها أبدًا. كان بوينتون ووشبورن أول مباني الجامعة، حيث تضم الفصول الدراسية والمختبرات، على التوالي. يرمز البرجان إلى النظرية والتطبيق، وهما أساس الجامعة ولا يزالان النهج المتبع حتى يومنا هذا. اكتمل بوينتون في عام 1868 وتبعه واشبورن بعد ذلك العام بوقت قصير.
ألوان مدرسة معهد ورسستر للفنون التطبيقيّة، مستوحاة من الصبغة الطبيعية لشجرة الزان بجوار الأدغال الموجودة بالقرب من مدخل بوينتون هال. زرعت الشجرة عام 1945 ويبلغ ارتفاعها حاليًا أكثر من 60 قدمًا.
بالقرب من حافة الحرم الجامعي معهد ورسستر للفنون التطبيقيّة، يوجد قصر كبير على طراز تيودور تم بناؤه في عام 1923 من قبل خريج معهد ورسستر للفنون التطبيقيّة ألدوس شابين هيجينز ثم تركها لاحقًا إلى جامعته. تم تسميته بشكل مناسب باسم هيجينز هاوس، ويعمل القصر والحديقة الإنجليزية المحيطة به كخلفية للعديد من أحداث الخريجين وهو المقر الرئيسي لمكتب علاقات الخريجين. كان لدى معهد ورسستر للفنون التطبيقيّة واحد من 35 مفاعلًا نوويًا للأبحاث المدنية مرخصًا للعمل في الولايات المتحدة. تم بناؤه واستخدامه في الأبحاث خلال ذروة الحرب الباردة لكن البرنامج النووي للمدرسة انتهى في نهاية القرن. تم إيقاف تشغيل المفاعل وتم تعبئته في أوائل عام 2018 بسبب تشديد الإجراءات الأمنية حول المفاعلات بعد 11 سبتمبر ونقص الحاجة.
تمثال ضخم من البرونز لـ جيومبي ذا جوت يقفُ في الجانب الرباعي من مركز بارتليت، مبنى القبول في معهد ورسستر للفنون التطبيقيّة. كان جومبي ماعزًا حقيقيًا تم تقديمه كهدية من قبل فصل 1891 وأصبح في النهاية التميمة الرسمية للمدرسة. سمي على اسم أول حارس ماعز منتخب، جومبي كوادا. يقع رأس الماعز البرونزي الأصلي في قبر الجمجمة، على رف بالحجارة المنحوتة وزجاجات الخمور الفارغة.

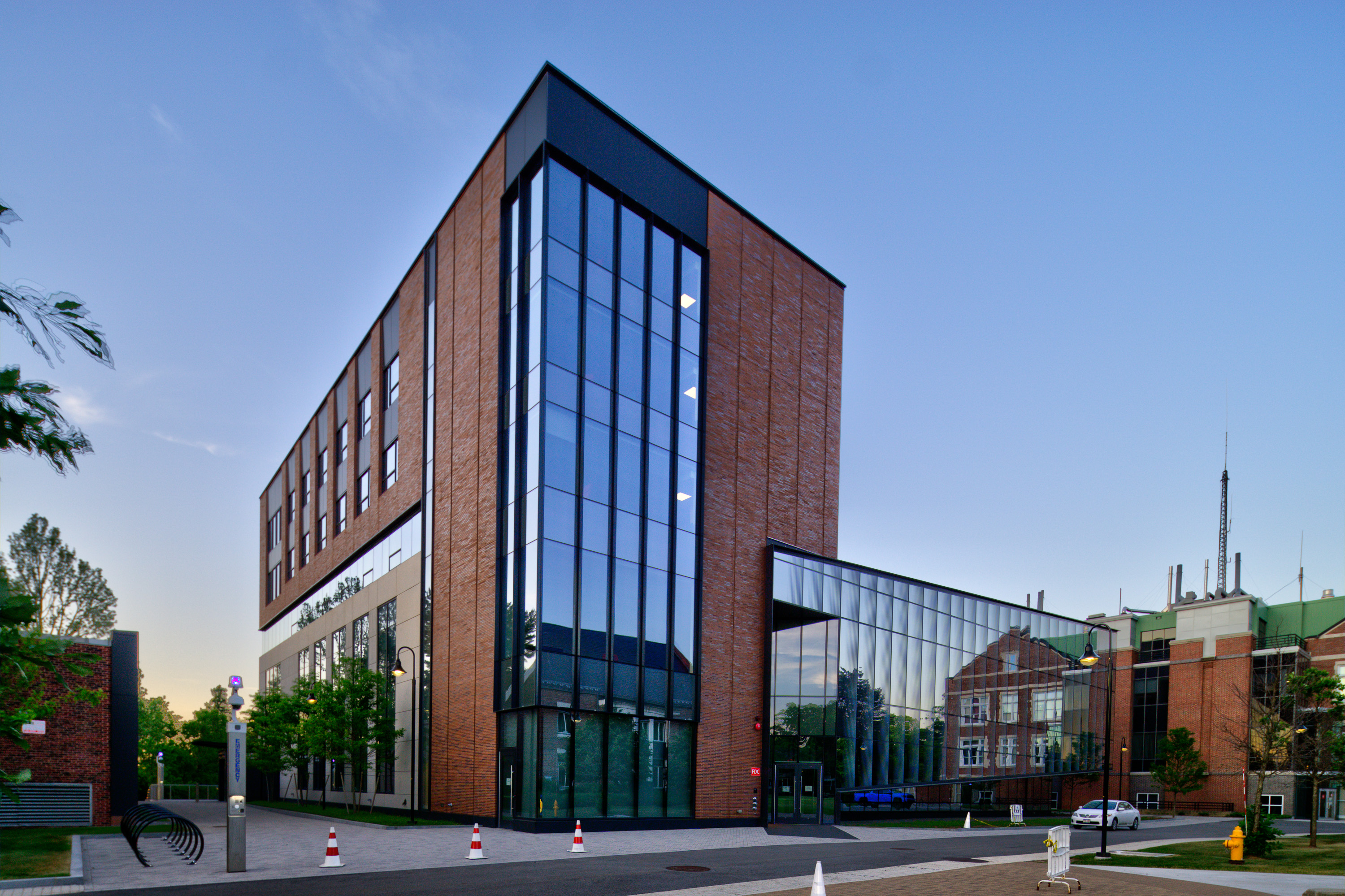
استوديو فوازي إنوفيشن، تم افتتاحه في أغسطس 2018

تم تخصيص استوديو فويزي إنوفيشن ستوديو وميسنجر هال، وهو عبارة عن منشأة سكنية وفصول دراسية تبلغ مساحتها 49 مليون دولار و 78000 قدم مربع في عام 2018. يحتوي استوديو فويزي إنوفيشن ستوديو، الذي صممه جينسلر، على مختبر للروبوتات، ومساحة للعمل، وفصول دراسية عالية التقنية. ميسنجر هال عبارة عن قاعة إقامة بها 140 سريرًا وجناحًا تقنيًا.
في عام 2017، حصلت معهد ورسستر للفنون التطبيقية على تصنيف ذهبي من خلال نظام الاستدامة والتتبع والتقييم والتصنيف (المعروف أيضًا باسم STARS) لجهود الاستدامة. معهد ورسستر للفنون التطبيقية معتمد من قبل لجنة نيو إنجلاند للتعليم العالي.

## الحياة في الحرم الجامعي

### التقاليد
تستضيف معهد ورسستر للفنون التطبيقية عددًا من الأحداث السنوية والأسبوعية. عادةً ما تجذب هذه الأحداث الطلاب فقط، على الرغم من أن بعض الأحداث مثل جايمينغ ويكند وكوادفيست كبيرة بما يكفي لجذب الزوار من خارج الحرم الجامعي. بعضها مدرج أدناه بترتيب حدوثه.
- العودة إلى الوطن - برعاية مكتب علاقات الخريجين، يجلب حدث الخريف هذا العديد من الخريجين إلى الحرم الجامعي للاحتفال بالماضي والحاضر والمستقبل للجامعة.

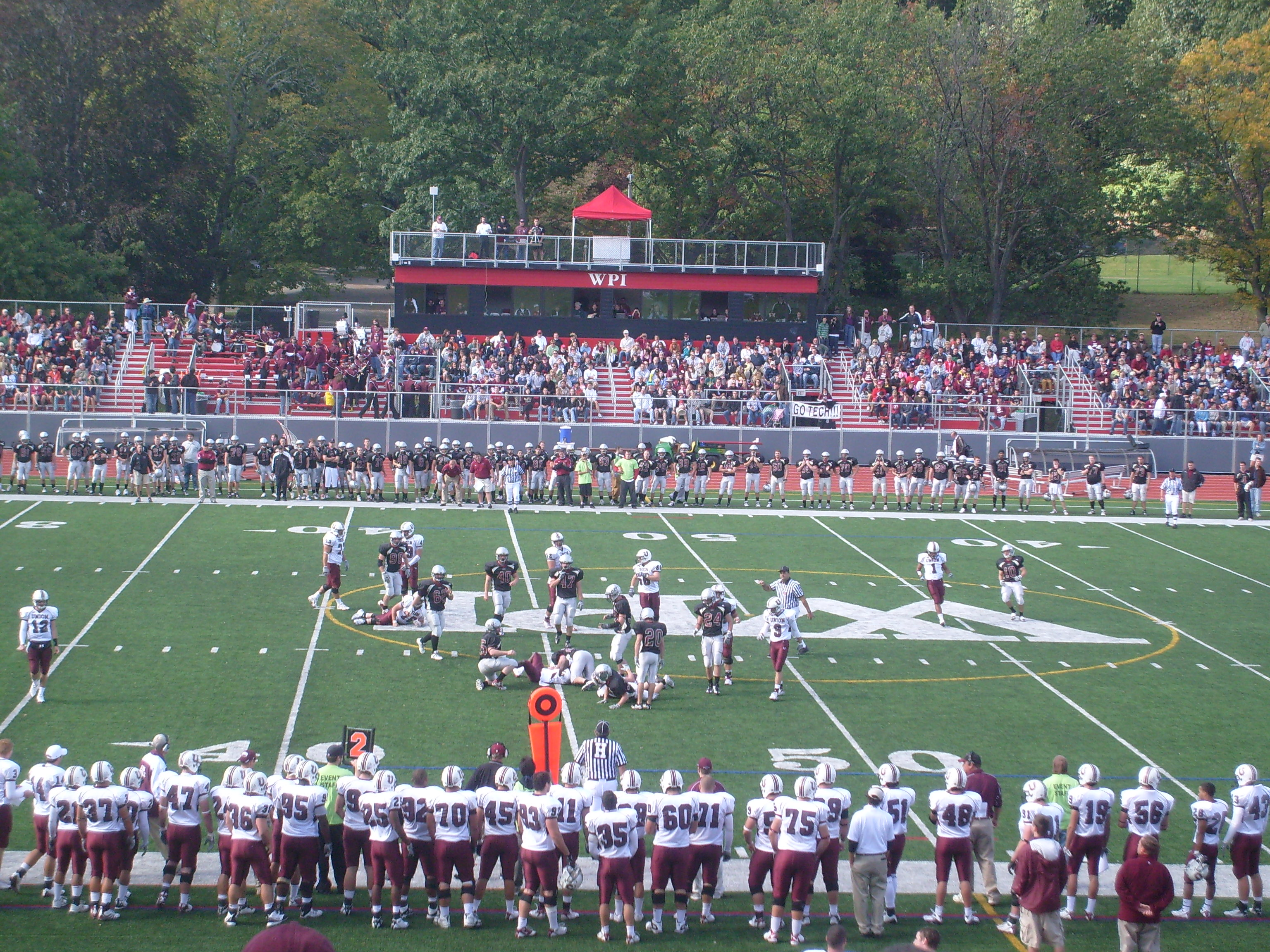
مباراة فريق معهد ورسستر للفنون التطبيقية على أرضه ضد منافس ليبرتي ليج في كلية الاتحاد.

- رقصة الثلاثاء الجماعيّة - كل أسبوع، يتولى نادي الرقص الاجتماعي مركز روبين كامبوس من 7:00 م حتى 12:00 م صباحا. يتم تشغيل مجموعة متنوعة من الموسيقى للراقصين لتحركاتهم إلى التانغو الأرجنتيني، والسالسا، والتأرجح، والديسكوفوكس، من بين رقصات أخرى. يتم الترويج للتنشئة الاجتماعية من خلال وسائل الإعلام للرقص وكذلك المحادثة.
- ليلة السبت للألعاب - ليلة أسبوعية لألعاب الفيديو يستضيفها نادي تطوير الألعاب. تشمل الألعاب روك باند وسوبر سماش بروس. شجار، رقص رقص الثورة، وغيرها. يلتقي أعضاء معهد ورسستر للفنون التطبيقية بوكيمون تراينرز ليج ويلعبون ألعاب بوكيمون معًا. تقع الألعاب في غرفة تايلور أند شير في الطابق الأول من مركز روبين كامبوس.
- أفلام نهاية الأسبوع - استضافتها لجنة أفلام سوك كومون. كل سبت وأحد، يتم عرض فيلم جديد في حرم معهد ورسستر للفنون التطبيقية في مختبرات فولر قبل أسابيع من إصدار دي في دي. يتم عرض هذه الأفلام بواسطة لينز أند لايتس، نادي إنتاج الأحداث الطلابية في الحرم الجامعي. معهد ورسستر للفنون التطبيقية هي واحدة من الجامعات القليلة القادرة على عرض فيلم 35 ملم و70 ملم في نفس القاعة.[30]
- حروب ببني - تم إنشاؤها وتشغيلها بواسطة ألفا شي راهو، وهي تجمع سنوي لجمع الأموال حيث تتنافس الأندية والمنظمات اليونانية في الحرم الجامعي لجمع الأموال للأعمال الخيرية. الهدف هو جمع أكبر عدد من البنسات. أي أموال بخلاف البنسات يتم احتسابها مقابل درجاتك. معظم الأموال التي يتم جمعها تأتي من الأندية المتنافسة التي تعوض المنافسة بالدولار أو الفئات الأكبر، حيث يذهب كل ذلك إلى الأعمال الخيرية.
- كورال خريجي عطلة نهاية الأسبوع - تستضيفه مؤسسة كلي كلوب (جوقة الرجال) وألدن فويسس (جوقة النساء)، في نهاية هذا الأسبوع هو تجمع سنوي لخريجي هذه المنظمات. تبدأ ليلة الخميس، عندما يجتمع أعضاء وخريجو الكورس في مطعم أوكونور. ليلة الجمعة، تستضيف سيمبل هارمونيك موشن (أقدم مجموعة كابيلا في معهد ورسستر للفنون التطبيقية) مهرجان كابيلا (المعروف أيضًا باسم آي سي فيست) في ألدين هال، مع ظهور ضيف من مجموعات كابيلَّا الأخرى في الحرم الجامعي. في يومي السبت والأحد، تستضيف الجوقات وخريجوها حفلات موسيقية في ألدين هال، والتي ستقام لطلاب معهد ورسستر للفنون التطبيقية وأولياء الأمور.

- زي! الرقص! حزب، حفلة! - حدث سنوي ينظمه نادي تطوير الألعاب. يقع الحدث بالقرب من عيد الهالوين، ويتضمن مسابقة أزياء، وأكثر من 100 رطل من الحلوى المجانية، والعديد من الهدايا المجانية.
- كرنفال الشتاء - حدث آخر تستضيفه اللجنة الاجتماعية في معهد ورسستر للفنون التطبيقية (سوك كومون)، هذا الحدث عبارة عن تجمع لمدة أسبوع من الأحداث الصغيرة، وينتهي بحدث كبير (مثل حفلة موسيقية أو فنان معروف جيدًا).

- كوادفيست - أكبر حدث أقيم في الحرم الجامعي من قبل اللجنة الاجتماعية معهد ورسستر للفنون التطبيقية (سوك كومون). يتم عقده خلال الأسبوع الأخير من العام الدراسي معهد ورسستر للفنون التطبيقية. تشمل الفعاليات الأعمال الموسيقية والأفلام والأكشاك الخاصة التي أنشأتها نوادي ومؤسسات معهد ورسستر للفنون التطبيقية. يمكن العثور على معلومات حول أحداث كواد فيست السابقة في أرشيفات كواد فيست.
- تايلنت أند فاشن شاو - بدءًا من عام 2007، جمعت الجمعية الوطنية للمهندسين السود عرض الأزياء السنوي السابع وعرض المواهب السنوي الثالث في حدث واحد. يمنح جزء عرض المواهب كل طالب في معهد معهد ورسستر للفنون التطبيقية فرصة لعرض مواهبهم لبعضهم البعض، ويهدف عرض الأزياء إلى تعزيز الاحتراف وكيفية ارتداء الملابس لتحقيق النجاح، مع الالتزام بالهدف الأساسي لـ NSBE.
- وينتر بال - قاعة رقص اجتماعية يستضيفها فريق الرقص في معهد ورسستر للفنون التطبيقية خلال فصل الشتاء حيث يمكن للأزواج الذين يرتدون ملابس السهرة أن يتعلموا ويرقصوا رقصات القاعة مثل والتز وفوكستروت وشاشا ورومبا في ألدين ميموريال.[31]
- مهرجان الكوميديا - كان مهرجان كوميدي سابقًا كل سنتين، والآن سنوي، استضافته شركة معهد ورسستر للفنون التطبيقية بعنوان إنتاج الكوميديا الطلابية (بالإنجليزية: s Student Comedy Productions)‏ (SCP) في نهاية العام الدراسي، وتم إنتاجه لأول مرة في عام 2002. حدث لمدة عدة أيام يعرض المواهب الكوميدية لطلاب الجامعات داخل وخارج معهد ورسستر للفنون التطبيقية، وقد ضم المهرجان الفرق الكوميدية الثلاث للمدرسة، بالإضافة إلى مجموعات الكوميديا الجماعية والخريجين من جميع أنحاء بريطانيا الجديدة.
- أصوات جديدة - مهرجان مسرحي سنوي يتم إنتاجه بواسطة معهد ورسستر للفنون التطبيقية ماسكي وقسم العلوم الإنسانية والفنون في منتصف فترة دي-تيرم. يقدم المهرجان أعمالًا أصلية وغير منتجة يتم تقديمها في شهر يناير من كل عام وتم التصويت عليها من قبل مجموعة من المسرحيين. تم تشغيل أصوات جديدة لأول مرة في عام 1983، وهو أطول مهرجان سنوي للأعمال الجماعية الجديدة في العالم، وقد أنتج أكثر من 400 مسرحية كتبها أكثر من 200 طالب وخريج وأعضاء هيئة تدريس وأعضاء من مجتمع معهد ورسستر للفنون التطبيقية.

يشارك أكثر من ثلاثين بالمائة من الطلاب الجامعيين في برنامج الحياة اليونانية. هناك 13 أخوية و 6 جمعيات نسائية في معهد ورسستر للفنون التطبيقية. هناك أيضًا أخوية واحدة مختلطة في خدمة المجتمع، وهي ألفا في أوميجا. انظر قائمة الأخويات والجمعيات النسائية التابعة لـ معهد ورسستر للفنون التطبيقية.

### ألعاب القوى
تدعم معهد ورسستر للفنون التطبيقية 20 فريقًا رياضيًا جامعيًا يتنافسون في مؤتمر نيو إنجلاند للسيدات والرجال، ورابطة نيو إنجلاند للمصارعة، ومؤتمر الكلية الشرقية لألعاب القوى. تتنافس الفرق الرياضية معهد ورسستر للفنون التطبيقية بين الكليات على مستوى الرابطة الوطنية لرياضة الجامعات (القسم الثالث).

### مركز رياضي

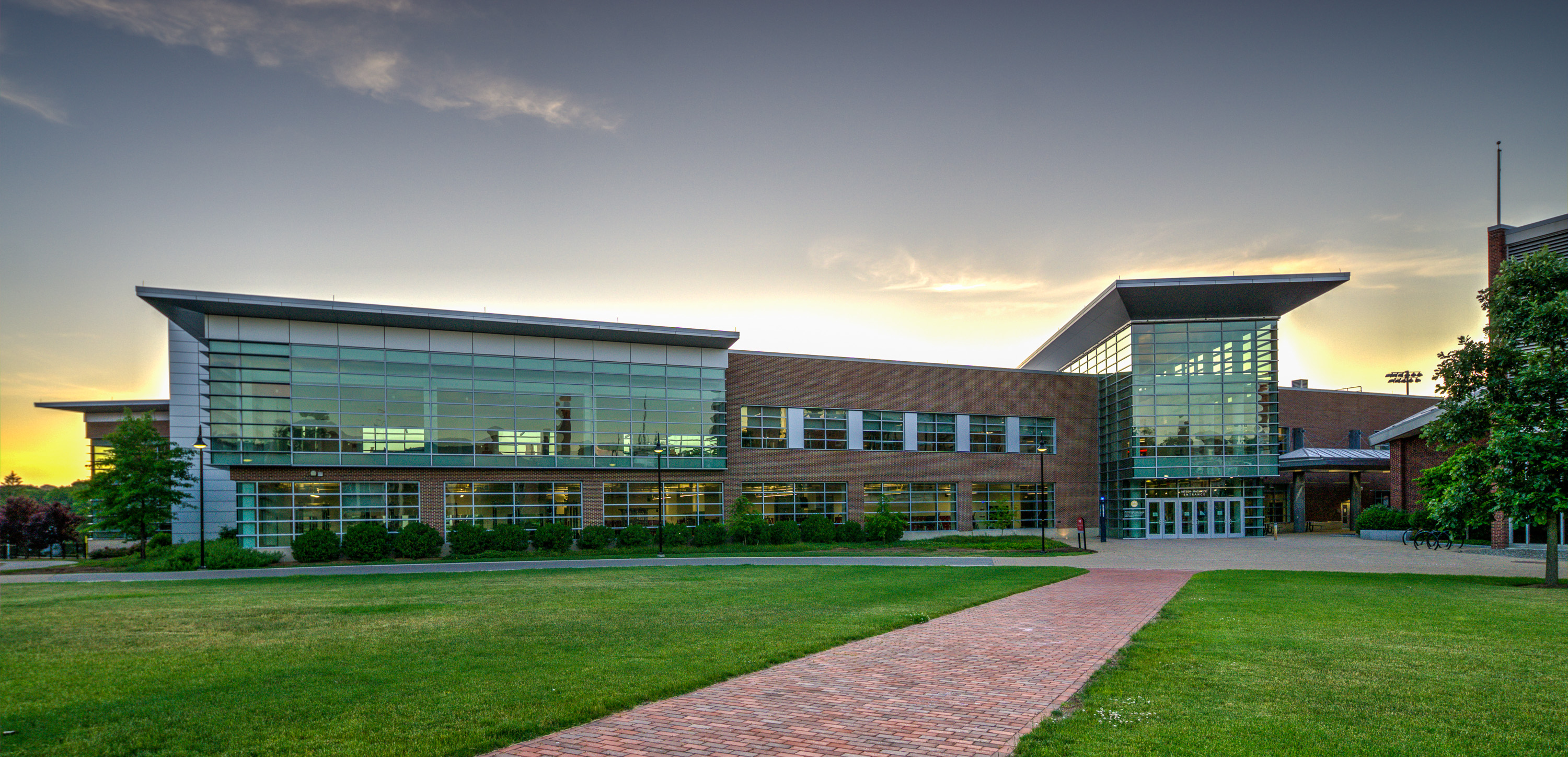
مركز الرياضة والترفيه

تم تخصيص مركز الرياضة والترفيه معهد ورسستر للفنون التطبيقية الذي تبلغ مساحته 145000 قدم مربع والمعتمد من ليد في عام 2012، ويتضمن ملاعب كرة المضرب والاسكواش ومضمار الركض وحوض السباحة.

#### العنزة

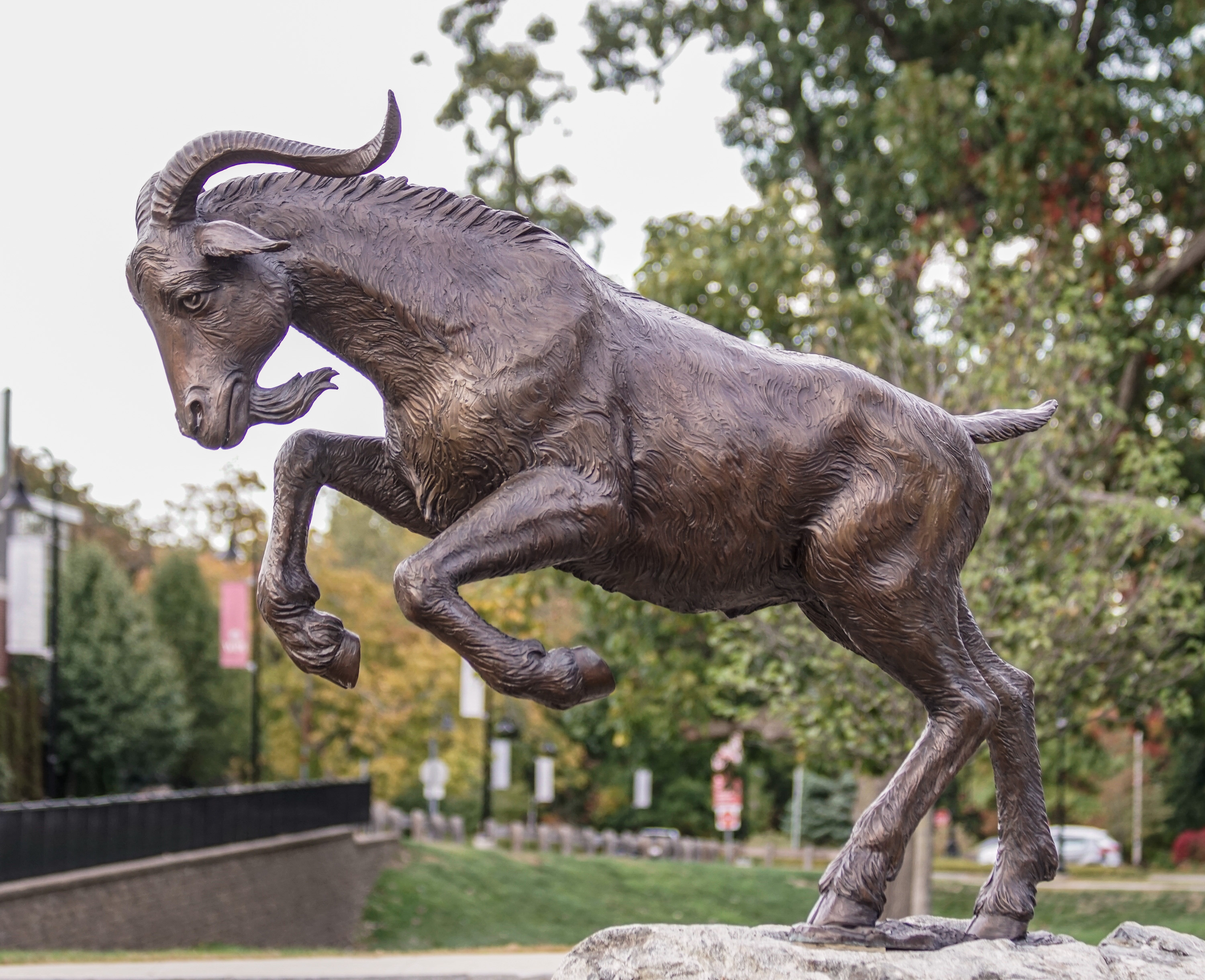
العنزة رمز الفرق الرياضيّة التابعة للمعهد

في ربيع عام 1891، سرق صنف 1893 ماعزًا واستخدموه كتعويذة. تم رعاية الماعز من قبل الطالب جومبي كوادا، لأنه كان الوحيد الذي يحمل الأحرف الأولى GK في إشارة إلى وظيفة حارس الماعز. لا يزال تميمة معهد ورسستر للفنون التطبيقية ماعزًا، وتكريماً لأول حارس ماعز، كان اسم التعويذة هو جومبي.

### جريدة الطالب
في عام 2018، كانت مجلّة تيك نيوز (بالإنجليزية:  Tech News)‏ المعروف سابقًا باسم الأبراج والصحف The Towersand Newspeak}}، هي الصحيفة التي يديرها الطلاب. تأسَّست عام 1909، مع إصدار نسخة على الإنترنت ونسخ مادية.

### الرابطة

#### تاريخ الجمعية

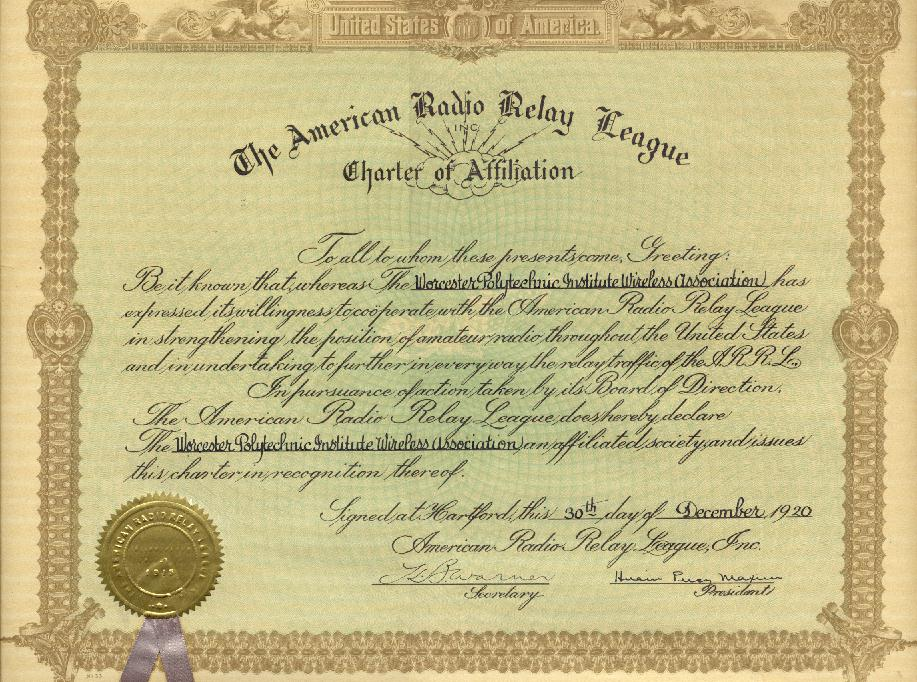
ميثاق انتساب الاتحاد مع اتحاد ثاني (1920).

يُعد اتحاد معهد ورسستر للفنون التطبيقية Wireless Association أول نادي راديو هواة في الكلية يُبث على الهواء. تأسس النادي عام 1909 على يد أوليفر بي جاكوبس ومجموعة من 40 رجلاً آخر، وكان للنادي دور تاريخي مهم في بداية عصر الاتصالات اللاسلكية في كل من الولايات المتحدة والعالم. [ بحاجة لمصدر ] كانت الرابطة اللاسلكية واحدة من أول 12 محطة سمعها بول جوديلي، أمريكي ذهب إلى اسكتلندا لإجراء أول اختبارات عبر المحيط الأطلسي، عندما حاولت المحطات في أمريكا واسكتلندا سماع بعضها البعض عبر المحيط الأطلسي.

#### الرابطة الحالية
النادي الحالي لديه أعضاء، مع تراخيص هواة هام تتراوح من فني إلى أعلى فئة، هواة إضافي. يعمل النادي حاليًا منذ عقود خارج راديو شاك على سطح مختبرات سالزبوري. يدير النادي العديد من أجهزة إعادة الإرسال العامة التي تصل إلى جميع أنحاء ورسستر مثل هيجينز ريبيتر. W1YK، وهي إشارة نداء رسمية مرخصة من لجنة الاتصالات الفيدرالية للنادي، ويشارك أعضاؤها في مسابقة يانصيب دوري راديو ريلاي الأمريكية كل عام، بما في ذلك اكتساح نوفمبر. يشارك أعضاء النادي في سباقات الماراثون والترياتلون وغيرها من الأحداث التي تحتاج إلى مشغلي الراديو.

## خريجون بارزون
- هيلين جيليت فاسالو باحثة علمية أمريكية ومعلمة، اشتهرت بإسهاماتها في مجالات علم وظائف الأعضاء وعلم العقاقير والتخدير.[38]
- كان إلوود هاينز (دفعة عام 1881) خريجًا مبكرًا وكيميائيًا ومخترعًا بارزًا، ويُنسب إليه الفضل في المساعدة في تطوير السيارات وإنشاء الفولاذ المقاوم للصدأ.
- كان ويليام هوبز (دفعة عام 1883) جيولوجيًا مشهورًا في القرن التاسع عشر.
- جيريمي هيتشكوك (دفعة عام 2004) هو المؤسس المشارك والرئيس التنفيذي السابق لشركة داين.
- استمر أتواتر كينت (الذي ترك الدراسة في عامي 1895 و 1896) في تأسيس شركة أتواتر كينت للتصنيع، والتي كانت المنتج الرائد عالميًا لأجهزة الراديو في أواخر عشرينيات القرن الماضي (يوجد الآن مبنى في الحرم الجامعي يُدعى مختبرات أتواتر كينت).
- إيفريت جيه ليك (دفعة عام 1890) كان نائبًا لجمعية كونيتيكت العامة، 1903–1905، عضو مجلس الشيوخ، الجمعية العامة لكونيكتيكت، 1905–1907 نائب الحاكم، 1907–1909 وحاكم ولاية كونيتيكت، 1921-1923.[39]
- كان ألدوس شابين هيجنز (دفعة عام 1893) محاميًا ورجل أعمال في Worcester، ماساتشوستس اخترع فرنًا كهربائيًا مبردًا بالماء لشركات نورتون.[40]
- كان جون وودمان هيغينز (دفعة عام 1896) شقيق ألدوس، ومؤسس شركة ورستتر بريسد ستيل ومتحف هيجينز أرموري.
- جيمس سميث (مؤسس) (دفعة 1906) كان مهندسًا أمريكيًا ورجل أعمال ومعلمًا ورجل أعمال. كان مؤسسًا مشاركًا ورئيسًا لمعهد الإذاعة الوطنية (NRI) في واشنطن العاصمة، والذي درب 1.5 مليون طالب من خلال الدراسة المنزلية على مدار تاريخه البالغ 88 عامًا. كان ابن سميث، جيمس موريسون سميث، خريجًا أيضًا (دفعة عام 1937)، وكذلك حفيده مايكل إم جالبريث (دفعة 1958). خلال حياتهم، تبرعوا، في المجموع، بأكثر من مليون دولار لمعهد ورسستر للعلوم التطبيقيّة وأنشأوا ثلاث منح دراسية كاملة مدتها أربع سنوات من خلال مؤسسة ماكامور، التي أسسها سميث في منتصف الخمسينيات من القرن الماضي لمواصلة جميع مصالحه الخيرية بعد وفاته.[41]
- جودارد روبرت إتش.
- ييكي ماي (دفعة عام 1914) كان رئيس جامعة تسينغهوا، ومؤسس كلية الهندسة بها.
- يعود الفضل إلى جيلبرت فيرنام (دفعة عام عام 1914) في افتتاح علم التشفير الحديث.
- لورانس سي جونز (دفعة عام 1915)، المدعي العام في فيرمونت.[42]
- كان ويليام ستيفنز لوتون (دفعة عام 1918) ملازمًا في الجيش الأمريكي، حضر من عام 1917 إلى عام 1918 ثم انتقل إلى الأكاديمية العسكرية للولايات المتحدة. خدم لوتون في الحرب العالمية الثانية والحرب الكورية وكان مراقب الجيش.
- أحدث هارولد ستيفن بلاك (دفعة عام 1921) ثورة في الإلكترونيات من خلال اختراع مضخم ردود الفعل السلبية في عام 1927.
- ريتشارد تي ويتكومب (دفعة عام 1943) كان مهندس طيران مسؤول عن «قاعدة المنطقة» لتصميم الطائرات عالية السرعة والجناح فوق الحرج والجنيحات
- روبرت ستيمبل (دفعة عام 1955) هو مخترع المحول الحفاز ورئيس مجلس الإدارة والرئيس التنفيذي السابق لشركة جنرال موتورز.
- بول ألاير (دفعة عام 1960) هو الرئيس التنفيذي السابق لشركة زيروكس.
- ذهب جوزيف مانكوسو (دفعة 1963) ليصبح أصغر رئيس قسم في معهد ورستتر للعلوم التطبيقيّة عندما تولى إدارة برنامج إدارة WPI بعد حصوله على ماجستير إدارة الأعمال من جامعة هارفارد. واصل مانكوسو أن يصبح المؤلف الأكثر مبيعًا في مجال الأعمال، وأسس سيو كلوبس إنترناشيونال، والذي يشغل منصب رئيسها ومديرها التنفيذي.
- كيرتس كارلسون (دفعة عام 1967) باحث مشهور في أنظمة التصوير والرئيس الحالي والمدير التنفيذي لشركة معهد ستانفورد للأبحاث.
- أسس جون دبليو جيلز جونيور (ترك عام 1967) فرقة جي جي جيلز وعزف على الغيتار الرئيسي. زملاء الفرقة داني كلاين وريتشارد «ماجيك ديك» سالويتز تركوا معهد ورسستر للعلوم التطبيقية أيضًا.
- دانيال روبينز هو المؤسس وكبير المهندسين المعماريين السابقين لمشروع جنتو لينكس.[43]
- تود أكين (دفعة 1970) عضو سابق في مجلس النواب الأمريكي يمثل المنطقة الثانية في ولاية ميسوري.[44] اشتهر بزعمه أن ضحايا ما وصفه بـ «الاغتصاب المشروع» نادرا ما يحملن.[45]
- دون بيترسون (دفعة 1971) المدير المالي السابق لشركة ألكاتل-لوسنت (بالإنجليزية: Lucent Technologies)‏ والمؤسس السابق والرئيس التنفيذي ورئيس مجلس إدارة أفايا (بالإنجليزية: Avaya)‏.
- اخترع دين كامين (الذي توقف عن العمل في عام 1976) أول مضخة أنسولين محمولة وبدأ DEKA، الشركة التي اخترعت سيجواي (بالإنجليزية: Segway Human Transporter)‏.
- دان إتسي (دفعة 1980، 1986) مهندس، مخترع، عضو مجلس نواب نيو هامبشاير.
- شارتسيري سوفونبانيش (دفعة عام 1980)[46] هو رئيس ومدير بنك بانكوك، أكبر بنك تجاري في تايلاند.
- إريك هان (دفعة عام 1980) هو المؤسس المشارك لبرنامج كولابرا سوفتوير (الذي تم بيعه لشركة نتسكيب) وبحث ويندوز (بالإنجليزية: Lookout Software)‏ (تم بيعه لشركة مايكروسوفت). في عام 1997 أصبح مدير التكنولوجيا في نيتسكيب.
- ديفيد جويرتز (دفعة 1982) كاتب عمود في سي إن إن ومستشار للإرهاب السيبراني وباحث رئاسي بارز. كما كان مرشحًا لجائزة بوليتسر في الآداب لعام 2008.
- كارين كاسيلا (دفعة عام 1983) هي مهندسة برمجيات وتدافع عن إدراجها في صناعة التكنولوجيا.
- نانسي بيمينتال (دفعة 1987) نالت شهادة في الهندسة الكيميائية، وهي واحدة من كتاب ساوث بارك وفيلم أحلى شيء. كما أنها حلت محل جيمي كيميل كمضيف مشارك لأموال وين بن شتاين. وهي خريجة فاي سيجما سيجما.
- لوري جريفين بيرنز (دفعة 1991)
- جيوفاني كابريجليوني (دفعة عام 1995)، شهادة في الفيزياء وعضو جمهوري في مجلس النواب بتكساس من مقاطعة تارانت، تكساس.[47]
- آندي روس (دفعة عام أكاديمية ماس عام 1997)، عازف الجيتار وعازف لوحة المفاتيح والمغني لفرقة موسيقى الروك أوكي جو منذ عام 2005 أمضى عامًا في معهد ورسستر للعلوم التطبيقيّة كجزء من برنامج ماس أكاديمي.
- نافين سيلفادوراي (فصل 2002) هو المؤسس المشارك لـفورسكوير.
- كان كوتارو شيمومورا (دفعة عام 1888) مهندسًا كيميائيًا. بعد تخرجه، أصبح رئيسًا لجامعة دوشيشا وشركة أوساكا جاز ليميتيد في اليابان.
- هيلين جيليت فاسالو باحثة علمية أمريكية ومعلمة، اشتهرت بإسهاماتها في مجالات علم وظائف الأعضاء وعلم العقاقير والتخدير.

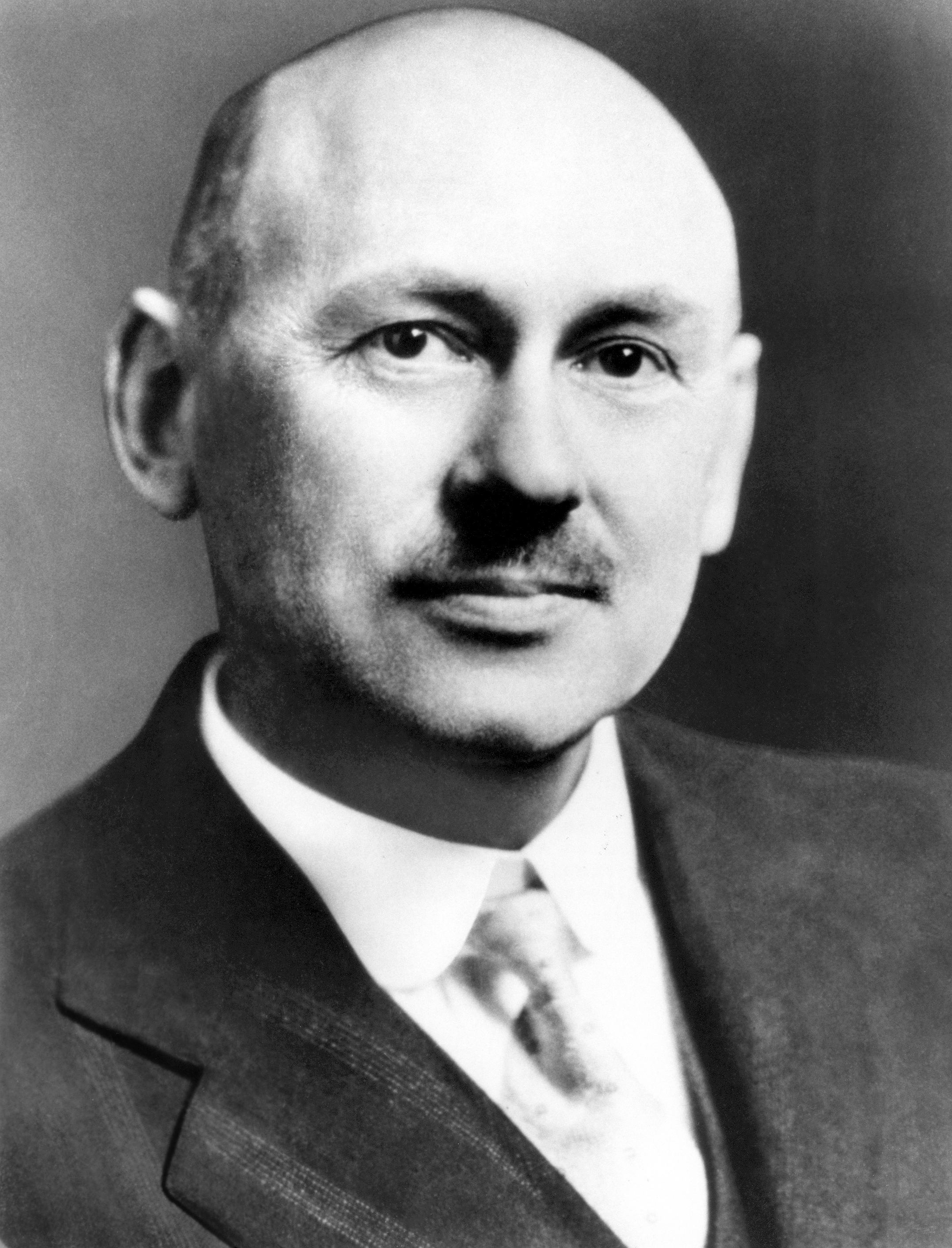
روبرت هـ. جودارد
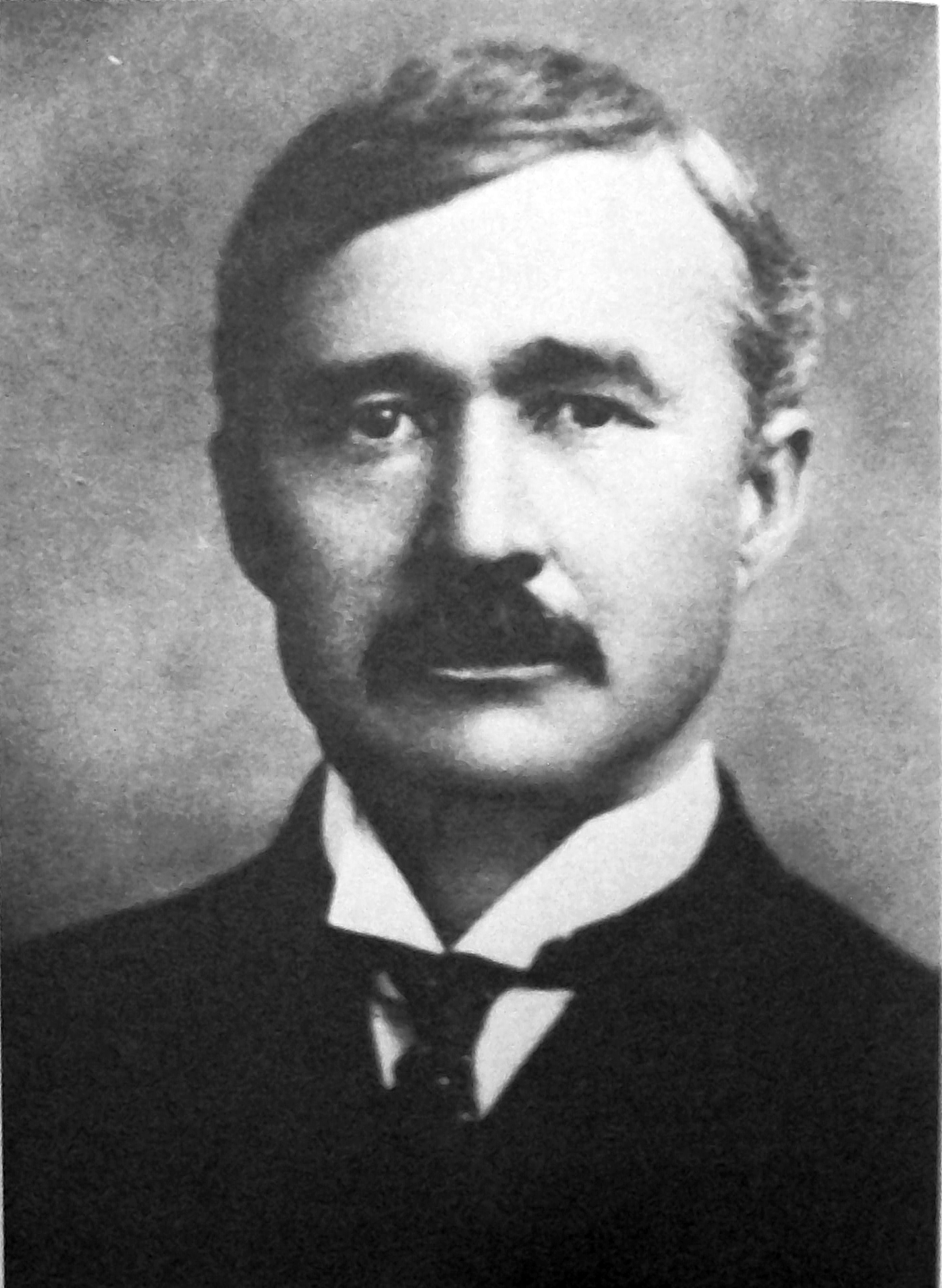
إلوود ب. هاينز
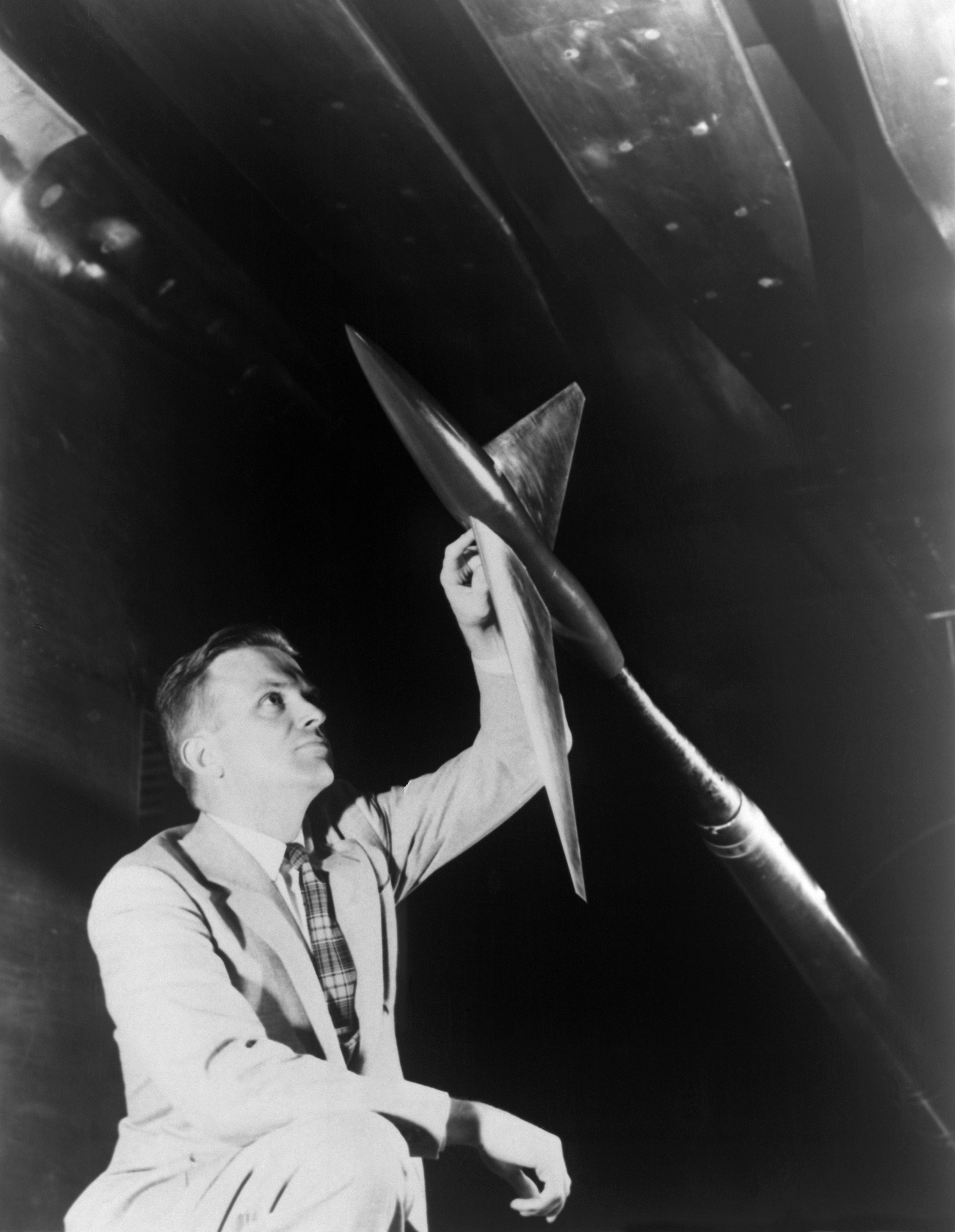
ريتشارد تي ويتكومب
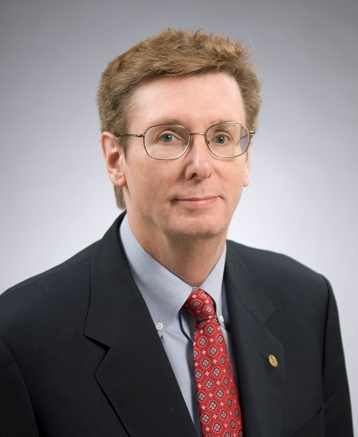
كيرتس ر كارلسون  [لغات أخرى]‏
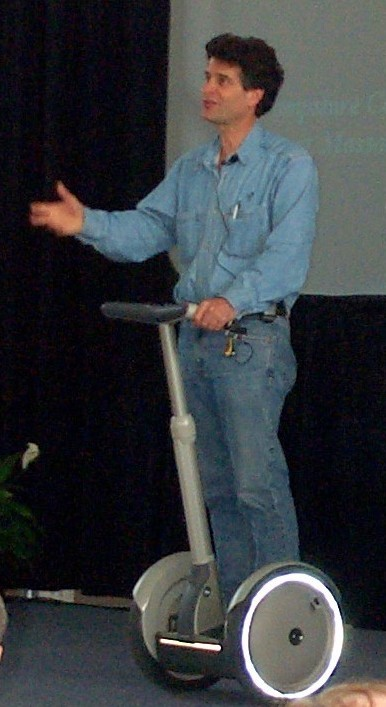
دين كامين
جيلبرت فيرنام  [لغات أخرى]‏جيلبرت فيرنام  [لغات أخرى]‏
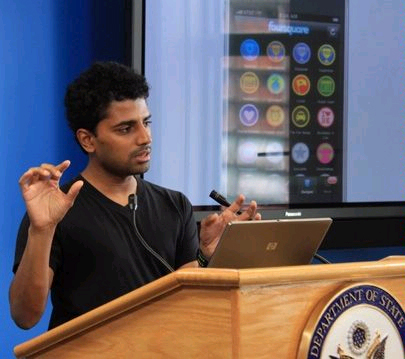
نافين سيلفادوراي  [لغات أخرى]‏
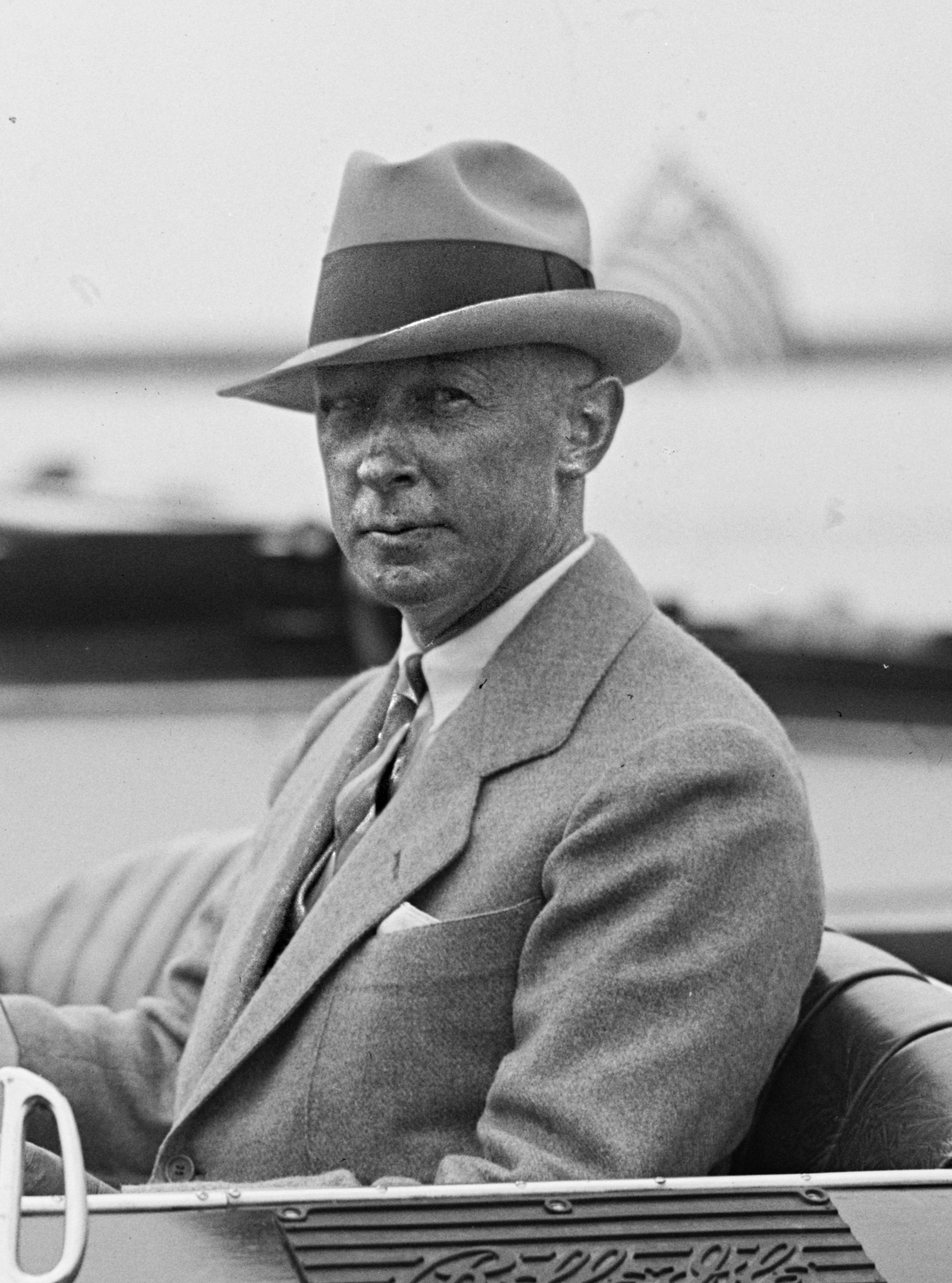
أ. أتواتر كينت  [لغات أخرى]‏

## الأساتذة
وظفت معهد ورسستر للفنون التطبيقية العديد من الأساتذة الذين جعلتهم إنجازاتهم بارزة في جميع أنحاء البلاد والعالم.
- في عام 1995، كان أستاذ الأحياء ديفيد آدامز أول من ابتكر فأرًا يعاني من مرض الزهايمر.
- يعمل أستاذ التاريخ السابق للعلوم والتكنولوجيا مايكل سوكال حاليًا كرئيس لجمعية تاريخ العلوم.
- كافيه بهلافان، أستاذ الهندسة الكهربائية وهندسة الكمبيوتر ومدير مركز دراسات شبكة المعلومات اللاسلكية (CWINS) الذي ساعد خلال التسعينيات في تطوير البروتوكولات اللاسلكية 802.11.
- كان ريتشارد جالاغر، أستاذ الهندسة الميكانيكية السابق ونائب رئيس الشؤون الأكاديمية، أحد مبتكري طريقة العناصر المحدودة.
- أمبرتو موسكو، أستاذ العلوم الرياضية واسم تقارب موسكو.
- جورج فيليس، أستاذ الفيزياء والمرشح الرئاسي الليبرتاري لعام 2008.
- يعمل أستاذ الممارسة الحالي، جيمس لينيس، كرئيس لجمعية ديناميكيات النظام. وهو ثالث عضو هيئة تدريس في معهد ورسستر للفنون التطبيقية يخدم في هذا المنصب، والاثنان الآخران هما مايكل ج. رادزيكي (رئيس SDS 2006)، وخالد سعيد (رئيس SDS 1995).
- بريان موريارتي، أستاذ الوسائط التفاعلية وتطوير الألعاب.
- ذهب جوزيف مانكوسو (دفعة 1963) ليصبح أصغر رئيس قسم في معهد ورسستر للفنون التطبيقية عندما تولى إدارة برنامج إدارة معهد ورسستر للفنون التطبيقية بعد حصوله على ماجستير إدارة الأعمال من جامعة هارفارد. ذهب مانكوسو ليصبح أكثر المؤلفين مبيعًا في مجال الأعمال التجارية، وأسس سيو كلوبس إنترناشيونال، الذي يشغل منصب رئيسها ومديرها التنفيذي.
- ألبرت ساكو جونيور. رائد فضاء، أستاذ الهندسة الكيميائية السابق ورئيس القسم. عمل كأخصائي حمولة في مهمة STS-73 في عام 1995.
- ميمي شيلر، عميد المدرسة العالمية ومنظر الحركات.

## أكاديميون

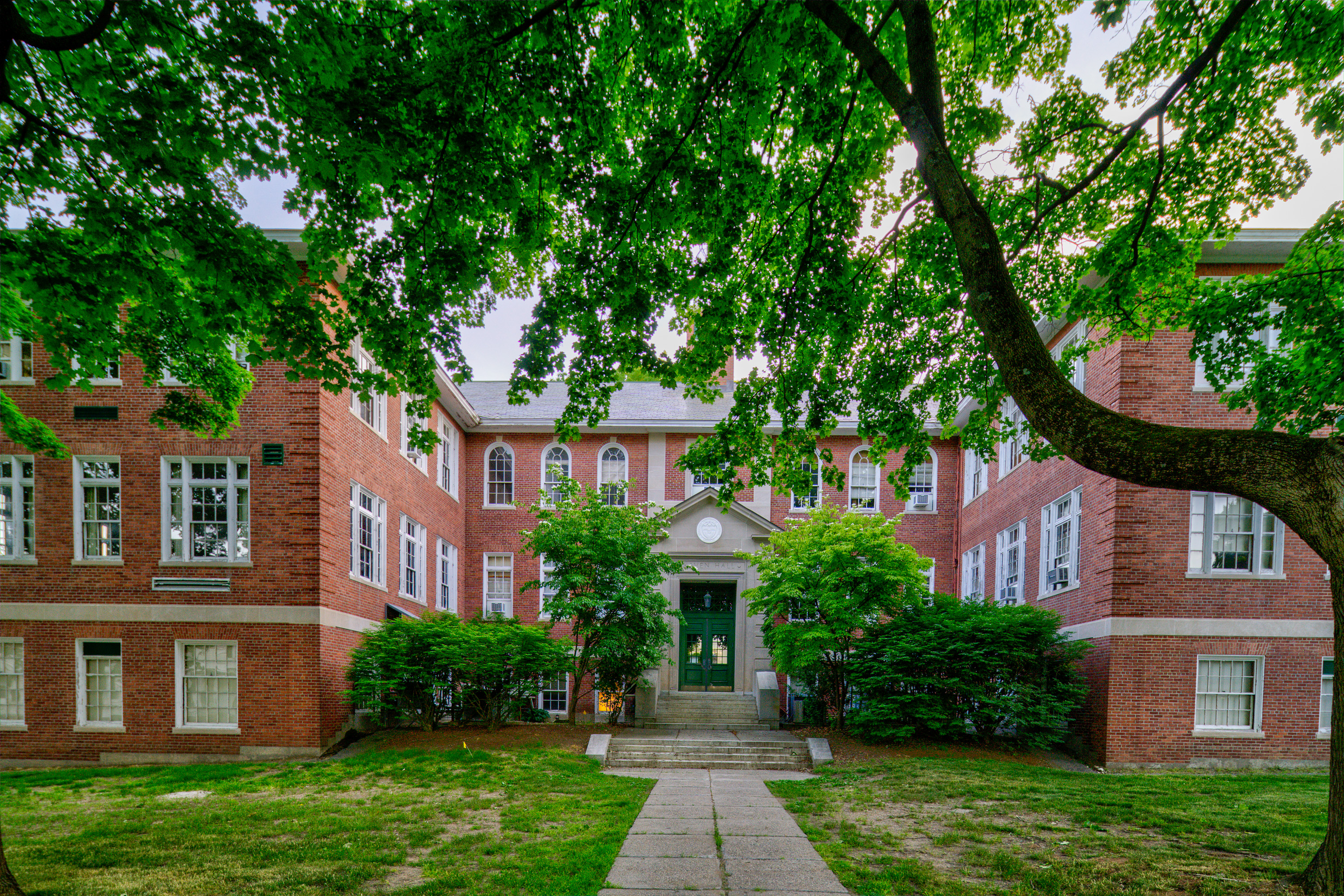
كيفان هال هي موطن لقسم الهندسة المدنية والبيئية

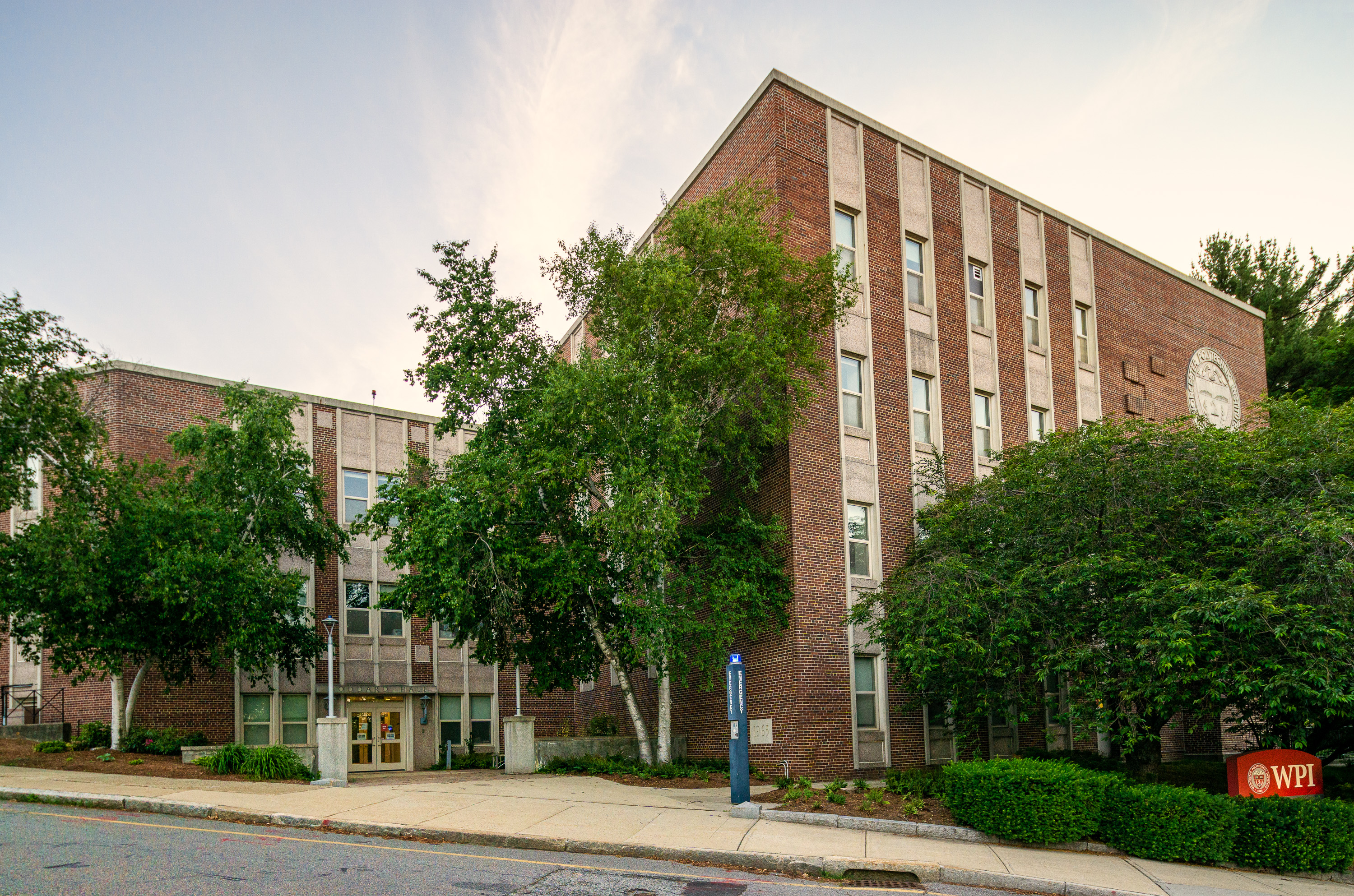
جودارد هول، سميت على اسم روبرت إتش جودارد

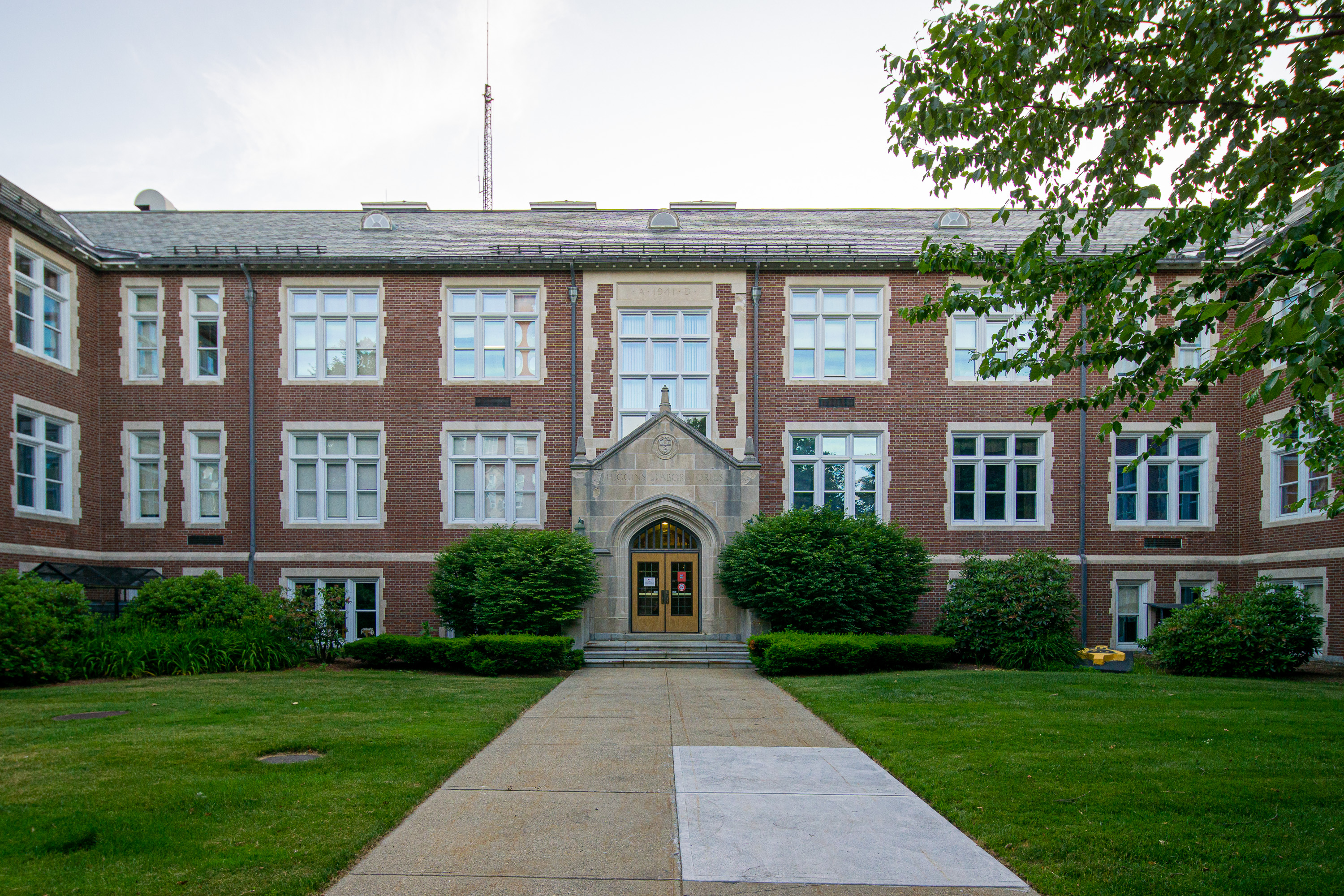
مختبرات هيغينز

يقدم معهد ورسستر للفنون التطبيقيّة مجموعة متنوعة من التخصصات في الهندسة والعلوم والإدارة والفنون الحرة والعلوم الاجتماعية على مستوى البكالوريوس والدراسات العليا. تشتهر بتخصصاتها الهندسية وهي واحدة من أفضل المدارس التي تلتحق بالهندسة في أمريكا الشمالية والعالم أجمع. على عكس العديد من الجامعات النظيرة، لا تدمج معهد ورسستر للفنون التطبيقيّة الأقسام ذات الصلة في الكليات أو المدارس. يعد جدول الطلاب الجامعيين في معهد ورسستر للفنون التطبيقيّة غير معتاد أيضًا مقارنة بمعظم الجامعات. بدلاً من الفصل الدراسي العادي، تحتوي معهد ورسستر للفنون التطبيقيّة على فصول دراسية مدتها 7 أسابيع، مصنفة من A إلى D، مع شروط E اختيارية 1 و 2 في الصيف. من الطبيعي أن تأخذ ثلاث دورات خلال كل فصل دراسي، مما يسمح للطلاب بإكمال عام واحد في الكيمياء والفيزياء والرياضيات وما إلى ذلك في فصل دراسي واحد فقط. تسمح هذه الوتيرة الأسرع للطلاب بأخذ المزيد من الدورات لإثبات دبلوماتهم. يتبع تقويم طالب الدراسات العليا جدولًا تقليديًا من فصلين دراسيين.
يستخدم نظام تقييم أداء الطلاب في معهد ورسستر للفنون التطبيقيّة الدرجات A أو B أو C. إذا لم يكمل الطالب الدورة التدريبية بشكل مرض أو اختار ترك الدورة، فسيحصل على «لا يوجد سجل» (NR). يتم استخدام تسمية NR نظرًا لعدم وجود تمييز بين دورة تم إسقاطها أو محاولة فاشلة لإكمالها. يوفر المعهد شهادة التعليم المؤسسي والمهني (بالإنجليزية: Corporate and Professional Education)‏ وتُعرف اختصارًا بـ CPE، وتُعتبر أيضًا فرصًا أكاديمية للأفراد والشركات. يمكن تقديم البرامج عبر الإنترنت أو في الموقع أو في الحرم الجامعي أو بتنسيق مختلط. برنامج التعليم المؤسسي والمهني لديه برامج الدراسات العليا، والدرجات العلمية عبر الإنترنت وورش عمل التطوير المهني. من بين الإضافات الأخيرة للبرنامج، أطلقت مؤسّسة التعليم المؤسسي والمهني أول شهادة تخرج عبر الإنترنت في تخطيط حماية البرامج، وشهادة خريجين جديدة تركز على الأمن السيبراني لأنظمة الطاقة.

### نظام التعلم القائم على المشاريع
يركز منهج معهد ورسستر للفنون التطبيقيّة على التعلم المعتمد على المشاريع، وهو التركيز الذي تم تأسيسه في 1970 كجزء مما كان يسمى خطة معهد ورسستر للفنون التطبيقيّة. هذا يسمح للطالب بتعلم النظرية والممارسات في نفس الوقت. يتضمن هذا النهج مشروع تأهيل تفاعلي (IQP) لدراسة التأثيرات الاجتماعية للتكنولوجيا بالتعاون مع طلاب من تخصصات أخرى ومشروع تأهيل رئيسي (MQP) يقع ضمن تخصص الطالب، على الرغم من أنه تم تقديمهم في السنوات الأربعين الماضية. عادة ما يتم الانتهاء من مشروع التأهيل التفاعلي ومشروع التأهيل الرئيسي في السنوات المبتدئين والكبار على التوالي. يشبه مشروع التأهيل الرئيسي «أطروحة التخرج» للمدارس الأخرى، بينما يعد برنامج التأهيل التفاعلي فريدًا إلى حد ما.

#### برنامج المشاريع العالمية
في معهد ورسستر للفنون التطبيقيّة، تعد فرصة إكمال العمل الهام في المشروع خارج الحرم الجامعي عنصرًا لا يتجزأ من البرنامج الأكاديمي الذي يؤكد على التطبيق العملي للمعرفة للمشاكل التقنية والمجتمعية ذات المعنى. اعتبارًا من فصل 2022، يتلقى جميع طلاب السنة الأولى منحة دراسية عالمية للمشروع تصل إلى 5000 دولار لهذا العمل. من خلال برنامج المشاريع العالمية، أكمل أكثر من 60٪ من طلاب معهد ورسستر للفنون التطبيقيّة واحدًا على الأقل من مشاريعهم المطلوبة في مركز مشاريع خارج الحرم الجامعي. عادة، يعمل الطلاب تحت توجيه أعضاء هيئة التدريس في فرق صغيرة في مراكز المشاريع لمعالجة المشكلات التي تطرحها الوكالات والمنظمات الخارجية.
من خلال برنامج المشاريع العالمية، ترسل معهد ورسستر للفنون التطبيقيّة عددًا أكبر من طلاب الهندسة إلى الخارج أكثر من أي كلية أو جامعة أمريكية. اعتبارًا من العام الدراسي 2019-2020، تضمن البرنامج إنشاء أكثر من 50 مركزًا للمشروع في 6 قارات. بين عام 1974، عندما تم إنشاء أول مركز مشروع معهد ورسستر للفنون التطبيقيّة في واشنطن العاصمة، و 2014، أكمل أكثر من 7000 طالب أكثر من 2000 مشروع في مواقع حول العالم.
تم الاستشهاد ببرنامج المشاريع العالمية من قبل اتحاد الكليات والجامعات الأمريكية في عام 2000، عندما عينت معهد ورسستر للفنون التطبيقيّة واحدة من مؤسسات القيادة الـ 16 الكبرى لتعمل كنماذج لمستقبل التعليم الجامعي في الولايات المتحدة.

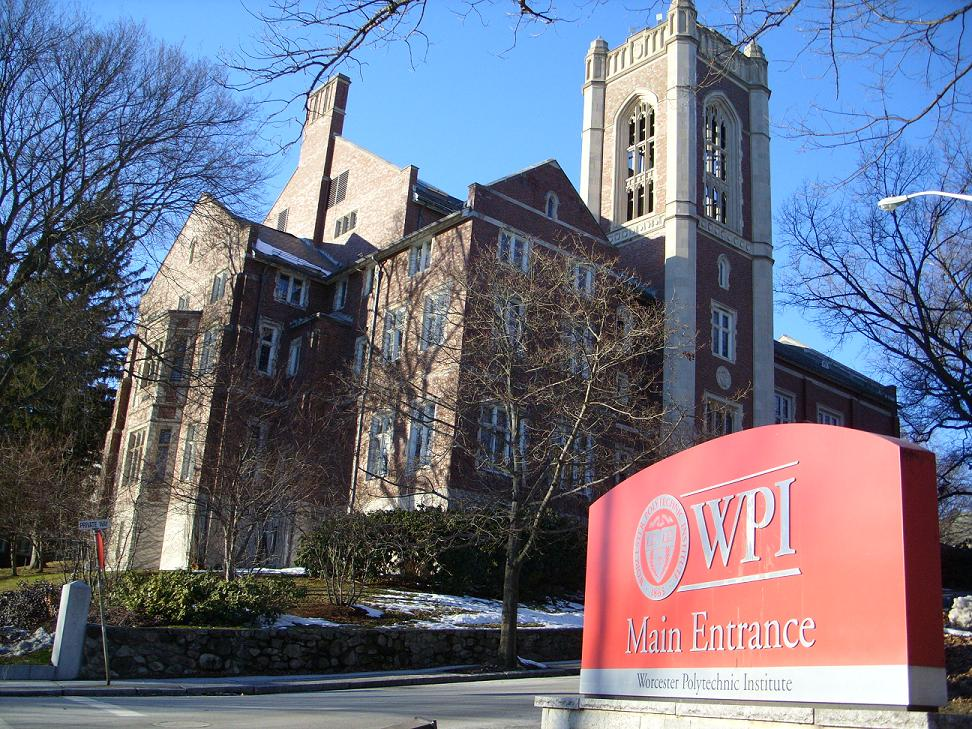
ألدين ميموريال هو المبنى الرئيسي للفنون المسرحية في معهد ورسستر للفنون التطبيقيّة، ويتألف من قاعة الأداء وغرف الموسيقى ومختبر موسيقى الكمبيوتر.

#### مشروع تأهيل تفاعلي
يوصف مشروع التأهيل التفاعلي (IQP) بأنه «مشروع يربط التكنولوجيا والعلوم باحتياجات المجتمع أو الإنسان.» هذا المشروع واسع النطاق للغاية، ويشمل مجموعة متنوعة من الموضوعات والإجراءات. بشكل عام، تم تصميم مشروع التأهيل التفاعلي لحل مشكلة مجتمعية باستخدام التكنولوجيا. يمكن أن يتراوح هذا من تحسين تعليم العلوم في المدرسة الثانوية إلى إعادة تصميم نظام الري في تايلاند. غالبًا ما يتم تنفيذ هذا المشروع خارج الحرم الجامعي من خلال برنامج المشاريع العالمية الخاص بمعهد معهد ورسستر للفنون التطبيقيّة. من منظور تعليمي، يعمل برنامج مشروع التأهيل التفاعلي على التأكيد على العمل القائم على الفريق ويقدم مسؤولية واقعية غائبة عن الدورات. لقد كان للعديد من مشروع التأهيل التفاعلي تأثير كبير على المجتمع الذي تتم فيه.

#### مشروع تأهيل رئيسي
يقوم مشروع التأهيل الرئيسي (MQP) بتقييم المعرفة في مجال دراسة الطالب. كما ذكر أعلاه، فإن هذا المشروع مشابه لأطروحة التخرج، حيث يقوم الطلاب بإجراء بحث أو تصميم مستقل. غالبًا ما يتم تمويل مشروع التأهيل الرئيسي من قبل معهد ورسستر للفنون التطبيقيّة أو الشركات الخارجية. تشمل موضوعات مشروع التأهيل الرئيسي التي تم إجراؤها في الماضي القريب تصميم وحدة نظام دعم الحياة لمحطة الفضاء مير 2، ودراسة آثار الإجهاد والنيكوتين على اضطراب فرط الحركة ونقص الانتباه، وتصميم صاروخ بحثي، ونموذج حركي رياضي للخلايا المرنة اللزجة، والبحث التجريبي البلورات السائلة باستخدام مجهر القوة الذرية، وتصميم البوليمرات لتوصيل الدواء.
المتطلبات العامة
لإنشاء تجربة مدورة، يُطلب من الطلاب أيضًا استيفاء متطلبات العلوم الإنسانية والفنون بالإضافة إلى متطلبات العلوم الاجتماعية ودراسات السياسة. تهدف هذه إلى إعطاء عرض واتساع وسياق لدرجة الهندسة.

### الترتيب والسمعة
تم تصنيف معهد ورسستر للفنون التطبيقيّة في المرتبة 66 بين الجامعات الوطنية في تقرير يو إس نيوز آند وورد ريبورت (بالإنجليزية: US News & World Report)‏ لعام 2021 لـ «أفضل الكليات» في يو إس نيوز آند وورد ريبورت كما صنفتها في المرتبة 42 لـ «الأكثر إبداعًا»، و67 لـ «أفضل قيمة»، و265 لأفضل أداء في مجال التنقل الاجتماعي بين الجامعات الوطنية.
في عام 2013، صنفت بلومبيرغ بيزنس ويك معهد وسستر للفنون التطبيقيّة الرقم 1 في الدولة لبرنامج ماجستير إدارة الأعمال بدوام جزئي (MBA)، والرقم 1 في الدولة من حيثُ رضا الطلاب في البرنامج.
في أغسطس 2019، وضع التصنيف السنوي «لأفضل الكليات الأمريكية» لمجلة فوربس معهد معهد ورسستر للفنون التطبيقيّة في المرتبة 93. قالت كارولين هوارد، مديرة عمليات التحرير، فوربس: «يتميّز تصنيف كلية فوربس بنهجها المرتكز على المستهلك». «يعتمد تقييم 650 مؤسسة جامعية حصريًا على جودة التعليم الذي تقدمه، وخبرات الطلاب ونجاحهم بعد التخرج ورفاههم المالي.»